# Fontanes, Lot
Fontanes är en kommun i departementet Lot i regionen Occitanien i södra Frankrike. Kommunen ligger i kantonen Lalbenque som tillhör arrondissementet Cahors. År 2022 hade Fontanes 533 invånare.

## Befolkningsutveckling
Antalet invånare i kommunen Fontanes
| Referens: INSEE |